# Américo Galván
Américo Natalio Galván – piłkarz urugwajski, napastnik.
Galván razem z klubem CA Peñarol dwa razy z rzędu zdobył tytuł mistrza Urugwaju – w 1953 i 1954 roku.
Jako piłkarz klubu Peñarol wziął udział w turnieju Copa América 1955, gdzie Urugwaj zajął czwarte miejsce. Galván zagrał we wszystkich pięciu meczach – z Paragwajem, Chile (zdobył 2 bramki), Ekwadorem (zdobył bramkę), Argentyną i Peru (tylko w pierwszej połowie – w przerwie meczu zmienił go Guillermo Escalada).
Od 10 kwietnia 1954 roku do 30 marca 1955 roku Galván rozegrał w reprezentacji Urugwaju 7 meczów i zdobył 3 bramki.